# Olha Sawtschuk
Olha Mykolajiwna Sawtschuk (ukrainisch Ольга Миколаївна Савчук; * 20. September 1987 in Donezk, Ukrainische SSR, UdSSR) ist eine ehemalige ukrainische Tennisspielerin.

## Karriere
Sawtschuk, die im Alter von sieben Jahren mit dem Tennissport begann, wurde 2004 Profispielerin. Sie bestritt 26 Partien für das ukrainische Fed-Cup-Team, bei denen sie 20 Siege feiern konnte. Ihren ersten WTA-Titel gewann sie 2008 in Taschkent an der Seite von Ioana Raluca Olaru. Sechs Jahre später gewann sie mit Julija Bejhelsymer in Katowitz ihren zweiten Titel. Zudem gewann sie drei Einzel- und sieben Doppeltitel auf dem ITF Women’s Circuit. Ihr bestes Abschneiden bei einem Grand-Slam-Turnier gelang ihr 2006 bei den Australian Open, als sie dort im Einzel die dritte Runde erreichte. Nach den US Open 2018 beendete sie ihre Karriere.
Seit 2022 ist sie Teamkapitänin der ukrainischen Billie-Jean-King-Cup-Mannschaft.

## Turniersiege

### Einzel
| Nr. | Datum            | Turnier     | Kategorie   | Belag             | Finalgegnerin         | Ergebnis |
| --- | ---------------- | ----------- | ----------- | ----------------- | --------------------- | -------- |
| 1.  | 29. Juni 2003    | Elektrostal | ITF $10.000 | Teppich           | Jekaterina Kirijanowa | 6:3, 6:0 |
| 2.  | 31. Oktober 2004 | Minsk       | ITF $25.000 | Teppich (Halle)   | Nastassja Jakimawa    | 6:4, 6:4 |
| 3.  | 20. Februar 2005 | Bromma      | ITF $25.000 | Hartplatz (Halle) | Emma Laine            | 6:1, 6:2 |

### Doppel
| Nr. | Datum             | Turnier     | Kategorie         | Belag             | Partnerin            | Finalgegnerinnen                      | Ergebnis          |
| --- | ----------------- | ----------- | ----------------- | ----------------- | -------------------- | ------------------------------------- | ----------------- |
| 1.  | 29. Juni 2003     | Elektrostal | ITF $10.000       | Teppich           | Iryna Brémond        | Darija Tschemarda Irina Kotkina       | 6:3, 1:6, 6:3     |
| 2.  | 5. Oktober 2008   | Taschkent   | WTA Tier IV       | Hartplatz         | Raluca Olaru         | Nina Brattschikowa Kathrin Wörle      | 5:7, 7:5, [10:7]  |
| 3.  | 5. Juli 2009      | Pozoblanco  | ITF $50.000       | Hartplatz         | Andrea Hlaváčková    | Nina Brattschikowa Ágnes Szatmári     | 6:3, 6:3          |
| 4.  | 30. Dezember 2011 | Tjumen      | ITF $50.000       | Hartplatz (Halle) | Darja Kustawa        | Natela Dsalamidse Margarita Gasparjan | 6:0, 6:2          |
| 5.  | 19. Mai 2012      | Casablanca  | ITF $25.000       | Sand              | Renata Voráčová      | Elena Bogdan Raluca Olaru             | 6:1, 6:4          |
| 6.  | 10. März 2013     | Irapuato    | ITF $25.000       | Hartplatz         | Alla Kudrjawzewa     | Aleksandra Krunić Amra Sadikovic      | 4:6, 6:2, [10:6]  |
| 7.  | 12. Juli 2013     | Biarritz    | ITF $100.000      | Sand              | Julija Bejhelsymer   | Wera Duschewina Ana Vrljić            | 2:6, 6:4, [10:8]  |
| 8.  | 15. November 2013 | Dubai       | ITF $75.000       | Hartplatz         | Witalija Djatschenko | Ljudmyla Kitschenok Nadija Kitschenok | 7:5, 6:1          |
| 9.  | 13. April 2014    | Katowice    | WTA International | Hartplatz (Halle) | Julija Bejhelsymer   | Klára Koukalová Monica Niculescu      | 6:4, 5:7, [10:7]  |
| 10. | 1. November 2014  | Ningbo      | WTA Challenger    | Hartplatz         | Arina Rodionova      | Han Xinyun Zhang Kailin               | 4:6, 7:62, [10:6] |
| 11. | 14. Januar 2017   | Hobart      | WTA International | Hartplatz         | Ioana Raluca Olaru   | Gabriela Dabrowski Yang Zhaoxuan      | 0:6, 6:4, [10:5]  |

## Abschneiden bei Grand-Slam-Turnieren

### Einzel
| Turnier         | 2005 | 2006 | 2007 | 2008 | 2009 | 2010 | 2011 | 2012 | 2013 | 2014 | 2015 | 2016 | Bilanz | Karriere |
| --------------- | ---- | ---- | ---- | ---- | ---- | ---- | ---- | ---- | ---- | ---- | ---- | ---- | ------ | -------- |
| Australian Open | —    | 3    | 1    | 1    | —    | Q1   | Q2   | Q3   | Q2   | Q3   | —    | Q1   | 2:3    | 3        |
| French Open     | —    | 1    | 2    | 1    | Q2   | Q1   | Q2   | Q1   | Q2   | Q2   | —    | Q2   | 1:3    | 2        |
| Wimbledon       | Q1   | 1    | —    | 1    | Q1   | Q1   | Q2   | Q2   | Q1   | Q1   | —    | Q1   | 0:2    | 1        |
| US Open         | Q2   | 1    | 1    | Q3   | Q2   | 1    | Q2   | Q1   | Q2   | Q1   | —    | Q2   | 0:3    | 1        |

Zeichenerklärung: S = Turniersieg; F, HF, VF, AF = Einzug ins Finale / Halbfinale / Viertelfinale / Achtelfinale; 1, 2, 3 = Ausscheiden in der 1. / 2. / 3. Hauptrunde; Q1, Q2, Q3 = Ausscheiden in der 1. / 2. / 3. Runde der Qualifikation; n. a. = nicht ausgetragen

### Doppel
| Turnier         | 2006 | 2007 | 2008 | 2009 | 2010 | 2011 | 2012 | 2013 | 2014 | 2015 | 2016 | 2017 | 2018 | Bilanz | Karriere |
| --------------- | ---- | ---- | ---- | ---- | ---- | ---- | ---- | ---- | ---- | ---- | ---- | ---- | ---- | ------ | -------- |
| Australian Open | —    | —    | 1    | 2    | 2    | 2    | 1    | —    | 1    | 1    | 2    | 2    | 2    | 5:9    | 2        |
| French Open     | —    | —    | 1    | 2    | 1    | 1    | —    | —    | 1    | 2    | 1    | VF   | 1    | 5:9    | VF       |
| Wimbledon       | —    | —    | 1    | 1    | 2    | 1    | 1    | 2    | 1    | 2    | 1    | 2    | 1    | 4:11   | 2        |
| US Open         | 1    | —    | —    | 1    | 1    | 2    | 1    | —    | 2    | 2    | 2    | 1    | 1    | 4:10   | 2        |

### Mixed
| Turnier         | 2014 | 2015 | 2016 | 2017 | 2018 | Bilanz | Karriere |
| --------------- | ---- | ---- | ---- | ---- | ---- | ------ | -------- |
| Australian Open | —    | —    | —    | —    | 1    | 0:1    | 1        |
| French Open     | —    | —    | 1    | —    | —    | 0:1    | 1        |
| Wimbledon       | 1    | AF   | 1    | 2    | —    | 3:4    | AF       |
| US Open         | —    | —    | 1    | AF   | —    | 2:2    | AF       |